# Syndrome de Brown-Séquard
Pour les articles homonymes, voir Brown-Séquard.

Diagramme explicatif du syndrome de Brown-Séquard :
côté de la lésion ;
1 = paralysie flasque ;
2 = paralysie spastique et perte de la sensibilité aux vibrations, de la proprioception (sens des positions) et du tact fin ;
3 = perte de la sensibilité douloureuse et des sensations thermiques.

Le syndrome de Brown-Séquard est un syndrome neurologique consécutif à une atteinte de l'hemi-moelle. Il se traduit par :
- du côté homolatéral à la lésion : un syndrome cordonal postérieur, responsable d'atteintes du tact précis et discriminatoire, et un syndrome pyramidal, responsable d'atteintes motrices.
- du côté controlatéral à la lésion : un syndrome spino-thalamique, responsable d'atteintes du tact grossier, douloureux et thermique, par atteintes des fibres qui croisent (faisceau spino-thalamique dorsal : sensibilité thermo-algésique).

En d'autres termes, ce syndrome associe :
- une atteinte motrice périphérique ipsilatérale (du même côté) à la lésion ;
- une atteinte motrice centrale ipsilatérale en dessous de la lésion ;
- une hyperesthésie ipsilatérale juste au-dessus de la zone anesthésique ;
- une hypoesthésie profonde proprioceptive, vibratoire et discriminative ipsilatérale sous la lésion ;
- une hyperesthésie controlatérale segmentaire à la lésion ;
- une hypoesthésie thermo-algésique (insensibilité tactile, douloureuse, et thermique) controlatérale sous la lésion.
- une diminution de la sensibilité au niveau des poignets et des doigts (lors d'une lésion à C7)

Ce syndrome a été décrit en 1850 (et publié en 1851) par le neurologue Charles-Édouard Brown-Séquard.
L'hémi-section médullaire peut être provoquée par une syringomyélie, une tumeur ou une lésion traumatique.

## Sources
- Édouard Brissaud, « Le double syndrome de Brown-Séquard dans la syphilis spinale », Le progrès médical : journal de médecine, de chirurgie et de pharmacie, 1897, série 3, tome 6, 51, p. 457-463 [lire en ligne].